# 阿贝·阿希提卡
阿贝·瓦桑特·阿希提卡（英語：Abhay Vasant Ashtekar，1949年7月5日—），印度理论物理学家。他是宾州州立大学引力与宇宙研究所的领导者，同时也是一名物理教授。作为阿希提卡变量的创始人，他圈量子引力理论及其下属学科圈量子宇宙学的提出者之一。他也为非物理学背景的人撰写了很多介绍圈量子引力的科普文章。1999年，阿希提卡和他的同事计算出了黑洞的熵，证实了霍金1974年的预测。牛津数学物理学家罗杰·彭罗斯认为“阿希提卡对于量子重力的研究方法是所有对相对论进行‘量子化’的尝试中最为重要的。”阿希提卡于2016年5月被推选为美国国家科学院院士。

## 个人经历
阿希提卡在印度马哈拉施特拉邦内长大。于印度获得学士学位之后，阿希提卡进入德州大学的研究生项目就读引力学。随后他入读芝加哥大学，在罗伯特·杰勒西的指导下于1978年完成博士学位。阿希提卡先后于牛津大学、巴黎大学、雪城大学任教，而后在宾州州立大学任教至今。
他1986年和克里斯汀·克拉克结缔婚姻，两人育有一子，尼尔·阿希提卡。

## 宗教信仰
虽然阿希提卡是一名无神论者，但他表示他对于科研工作的态度来自于《薄伽梵谭》。同时他也喜欢阅读印度哲学和其他东方哲学，例如道教和禅宗。